# Raphaël Bretton
Raphaël Bretton, de son vrai nom Raphaël Gaston Beugnon est un chef décorateur français né le 7 février 1920 à Paris (France) et mort le 20 février 2011 à Green Valley (Arizona).

## Biographie
Pendant la guerre, Raphaël G. Beugnon s'engage auprès du Special Operations Executive, avec lequel il participera à des opérations en France. Il sera médaillé pour cela de la croix de guerre et de la Distinguished Service Cross,.
En 1944, il se rend à Hollywood pour être consultant sur le film Les Héros dans l'ombre. Il reste alors aux États-Unis et change légalement son nom en Raphaël Bretton,.

## Filmographie (sélection)

### comme décorateur
- 1963 : Quatre du Texas (Four for Texas) de Robert Aldrich
- 1964 : Chut... chut, chère Charlotte (Hush... Hush, Sweet Charlotte) de Robert Aldrich
- 1965 : L'Express du colonel Von Ryan (Von Ryan's Express) de Mark Robson
- 1966 : Notre homme Flint (Our Man Flint) de Daniel Mann
- 1968 : L'Étrangleur de Boston (The Boston Strangler) de Richard Fleischer
- 1969 : Hello, Dolly! de Gene Kelly
- 1969 : Justine de George Cukor
- 1970 : L'Insurgé (The Great White Hope) de Martin Ritt
- 1972 : L'Aventure du Poséidon (The Poseidon Adventure) de Ronald Neame
- 1974 : La Tour infernale (The Towering Inferno) de John Guillermin et Irwin Allen
- 1977 : Bande de flics (The Choirboys) de Robert Aldrich
- 1977 : De l'autre côté de minuit (The Other Side of Midnight) de Charles Jarrott
- 1977 : La Théorie des dominos (The Domino Principle) de Stanley Kramer

### comme consultant
- 1946 : Les Héros dans l'ombre (O.S.S.) d'Irving Pichel
- 1947 : Bel Ami (The Private Affairs of Bel Ami) d'Albert Lewin
- 1948 : Les Trois Mousquetaires (The Three Musketeers) de George Sidney
- 1948 : Arc de triomphe (Arch of Triumph) de Lewis Milestone

## Distinctions
Oscar des meilleurs décors

### Récompenses
- en 1970 pour Hello, Dolly!

### Nominations
- en 1935 pour Chut... chut, chère Charlotte
- en 1973 pour L'Aventure du Poséidon
- en 1975 pour La Tour infernale